# Blue Line International
Blue Line International, nota anche come Blue Line Ferries, è stata una compagnia di navigazione che ha operato in ambito marittimo per il trasporto passeggeri dal 2003 al 2017.

## Flotta
Sintesi dei dati salienti delle navi in servizio con la Blue Line sino al loro ritiro per la demolizione.
| Nome              | Immagine | Numero IMO | Bandiera e porto di registrazione | Anno di costruzione | Tipo   | Indicativo di chiamata | MMSI      | Dimensioni (lungh. f.t. × largh. × pescaggio) | Stazza lorda (t.s.l.) | Capacità di trasporto | Capacità di trasporto        | Velocità massima (nodi) | Anni di servizio |
| Nome              | Immagine | Numero IMO | Bandiera e porto di registrazione | Anno di costruzione | Tipo   | Indicativo di chiamata | MMSI      | Dimensioni (lungh. f.t. × largh. × pescaggio) | Stazza lorda (t.s.l.) | Passeggeri (cabine)   | Auto / m.l. carico merci     | Velocità massima (nodi) | Anni di servizio |
| ----------------- | -------- | ---------- | --------------------------------- | ------------------- | ------ | ---------------------- | --------- | --------------------------------------------- | --------------------- | --------------------- | ---------------------------- | ----------------------- | ---------------- |
| Dalmatia          |          | 7516761    | Limassol                          | 1978                | Ro-pax | 5BAZ4                  | 212391000 | 122,89 × 21,7 × 5,6 m                         | 12.078                | 900 (150)             | 277 (237 nel garage) / 1.028 | 17,5                    | 2011-2014        |
| Split 1700        |          | 6606234    | Panama                            | 1966                | Ro-pax | 3FJO7                  | 351224000 | 110,22 × 17,94 × 4,90 m                       | 6.474                 | 900 (284)             | 154 (o 24 autoarticolati)    | 21,5                    | 2003-2010        |
| Ancona            |          | 6608098    | Panama                            | 1966                | Ro-pax | HOWF                   | 356955000 | 141,20 × 20,90 × 5,34 m                       | 12.394                | 1.532 (583)           | 285 / -                      | 18                      | 2003-2010        |
| Regina della Pace |          | 7807744    | Limassol                          | 1978                | Ro-pax | P3VS7                  | 212224000 | 136,12 × 24,2 × 5,51 m                        | 16.405                | 1.550 (420)           | 450 / 1.440                  | 19                      | 2010-2017        |